# (8421) Montanari
(8421) Montanari ist ein Asteroid des äußeren Hauptgürtels, der am 2. Dezember 1996 am Observatorium San Vittore (IAU-Code 552) in Bologna entdeckt wurde. Unbestätigte Sichtungen des Asteroiden hatte es vorher schon gegeben: am 22. und 24. Oktober 1976 mit der vorläufigen Bezeichnung 1976 UX9 am japanischen Kiso-Observatorium sowie am 25. und 26. Oktober 1981 (1981 UA26) am Palomar-Observatorium in Kalifornien.
Der Asteroid ist Mitglied der Koronis-Familie, einer Gruppe von Asteroiden, die nach (158) Koronis benannt ist. Die zeitlosen (nichtoskulierenden) Bahnelemente von (8421) Montanari sind fast identisch mit denjenigen von sieben kleineren, wenn man von der Absoluten Helligkeit von 14,7, 15,0, 15,5, 16,3, 16,8, 16,2 und 16,8 gegenüber 13,5 ausgeht, Asteroiden: (43549) 2001 FN16, (63785) 2001 RM11, (144910) 2005 AX15, (206727) 2004 BE78, (263579) 2008 FR88, (278772) 2008 SL156 und (320893) 2008 GP59.
Der mittlere Durchmesser des Asteroiden wurde mit 5,661 (±0,210) km berechnet.
(8421) Montanari wurde am 4. Mai 1999 nach dem italienischen Astronomen Geminiano Montanari (1633–1687) benannt. Schon 1935 war ein Mondkrater der südlichen Mondvorderseite nach Geminiano Montanari benannt worden: Mondkrater Montanari.